# 양 (크기)
양(量, quantity)은 많고 적음을 비교하거나 세거나 잴 수 있는 크기의 정도를 가리키는 말이다. 양은 "더" 또는 "덜", "같음"으로 비교하거나 측정 단위로 숫자 값을 할당하여 비교할 수 있다. 그리고 양은 질과 물질, 변화, 관계 등과 함께 사물의 기본 성질 중 하나이다. 국제 표준화 기구(ISO)의 국제 규격 가이드 라인의 정의에 의하면, 양은 ′수와 기준으로 표시할 수 있고 크기를 갖는 현상과 물체 또는 물질의 속성이다.
우리 주변에는 책상과 책, 전기 스탠드, 창유리, 찻잔과 접시, 병, 플라스틱 상자, 가위 등 많은 물체가 있다. 이들은 제각기 다른 크기와 무게를 가지고 있다. 그리고 이들을 다룰 때 그 길이나 면적, 부피 그리고 무게 등 물체의 양에 따라 구별하는 일이 흔히 있다.

## 분류
분리량(分離量)과 연속량(連續量)으로 나뉜다. 또 외연량(外延量)과 내포량(內包量)으로 나눌 수 있다.
- 분리량 또는 이산량의 예: 사람, 연필, 사과 등 물체의 개수
- 연속량의 예: 길이, 무게, 넓이, 부피 등

## 같이 보기
- 수 (수학)